# Wosu Island
Wosu oder Île Wosou ist eine kleine Insel der Banks-Inseln im Norden des pazifischen Inselstaates Vanuatu.

## Geographie
Das kleine Motu liegt am Ostrand des Rowa-Atolls. Nur durch schmale Kanäle ist sie von der nördlichen Schwesterinsel Rowa getrennt.
Im Süden schließt sich Lomeur am Riffsaum an und im Westen liegt im Innern des gemeinsamen Riffs das Motu Enwut.